# Faro de Punta Roncadoira
El faro de Punta Roncadoira es un faro situado en Portocelo, Jove, en la provincia de Lugo, Galicia, España. Está gestionado por la autoridad portuaria de Ferrol.

## Historia
El 24 de julio de 1974 la Dirección General de Puertos autorizó la redacción de un proyecto para la construcción de un faro en Punta Roncadoira. Entró en funcionamiento el 25 de febrero de 1984 con carácter provisional, y definitivamente el 10 de abril de 1986. En 2009 se remodeló la carretera de acceso y en el 2011 la del entorno del faro.